# Aknīste
Aknīste är en by i den sydvästra delen av Jēkabpils distriktet, Lettland, ca 5 km från den Litauiska gränsen. Genom byn flyter floden Dienvidsusēja.
Namnet var först myntat i slutet av 1200-talet. På 1700-talet så blev Aknīste en del av Litauen men i början av 1920-talet blev staden utbytt mot Palanga.
När nazisterna ockuperade Baltikum den 18 juli 1941 skedde massmord av de judar som bodde i byn.